# Ralph Wheelwright
Ralph Wheelwright est un scénariste et un producteur de cinéma américain né le 11 septembre 1898 dans le quartier de Brooklyn à New York (État de New York) et mort le 15 avril 1971 à Los Angeles (Californie).

## Biographie
Après avoir été attaché de presse pour la Metro-Goldwyn-Mayer, il se tourne à la fin des années 1930 vers l'écriture de scénarios. Il écrira d'ailleurs le scénario du film Les Oubliés (1941), à partir de l'histoire d'Edna Gladney, une travailleuse sociale qu'il avait rencontrée lorsque lui et sa femme cherchaient à adopter un enfant,.

## Filmographie

### comme scénariste
- 1933 : Fast Workers de Tod Browning
- 1939 : Tonnerre sur l'Atlantique de George B. Seitz
- 1941 : Les Oubliés de Mervyn LeRoy
- 1946 : Two Smart People de Jules Dassin
- 1956 : Passé perdu de Roy Rowland
- 1957 : L'Homme aux mille visages de Joseph Pevney

### comme producteur
- 1946 : Two Smart People de Jules Dassin
- 1948 : Tenth Avenue Angel de Roy Rowland

## Nominations
- Oscars du cinéma 1958 : Nomination pour l'Oscar du meilleur scénario original (L'Homme aux mille visages)